# Volta ao Algarve 2014
La Volta ao Algarve 2014, quarantesima edizione della corsa, valevole come prova del circuito UCI Europe Tour 2014 categoria 2.1, si svolse in cinque tappe dal 19 al 23 febbraio 2014 per un percorso totale di 689,9 km, con partenza da Faro e arrivo a Vilamoura. Fu vinta dal polacco Michał Kwiatkowski, che terminò la corsa in 16h29'57" alla media di 41,81 km/h.
Al traguardo di Vilamoura 155 ciclisti completarono la gara.

## Tappe
| Tappa  | Data        | Percorso                                   | km    | Vincitore di tappa | Leader cl. generale |
| ------ | ----------- | ------------------------------------------ | ----- | ------------------ | ------------------- |
| 1ª     | 19 febbraio | Faro > Albufeira                           | 160   | Sacha Modolo       | Sacha Modolo        |
| 2ª     | 20 febbraio | Lagoa > Monchique                          | 196   | Michał Kwiatkowski | Michał Kwiatkowski  |
| 3ª     | 21 febbraio | Vila do Bispo > Sagres (Cron. individuale) | 13,6  | Michał Kwiatkowski | Michał Kwiatkowski  |
| 4ª     | 22 febbraio | Almodôvar > Alto Do Malhão                 | 164,5 | Alberto Contador   | Michał Kwiatkowski  |
| 5ª     | 23 febbraio | Tavira > Vilamoura                         | 155,8 | Mark Cavendish     | Michał Kwiatkowski  |
| Totale | Totale      | Totale                                     | 689,9 |                    |                     |

## Squadre e corridori partecipanti
| N.    | Cod. | Squadra                    |
| ----- | ---- | -------------------------- |
| 1-8   | OPQ  | Omega Pharma-Quickstep     |
| 11-18 | MOV  | Movistar Team              |
| 21-28 | KAT  | Katusha Team               |
| 31-38 | TCS  | Tinkoff-Saxo               |
| 41-48 | BEL  | Belkin Pro Cycling Team    |
| 51-58 | LAM  | Lampre-Merida              |
| 61-68 | FDJ  | FDJ.fr                     |
| 71-78 | WGG  | Wanty-Groupe Gobert        |
| 81-88 | EUC  | Team Europcar              |
| 91-98 | COF  | Cofidis, Solutions Credits |

| N.      | Cod. | Squadra                        |
| ------- | ---- | ------------------------------ |
| 101-108 | CJR  | Caja Rural-Seguros RGA         |
| 111-118 | TNE  | Team NetApp-Endura             |
| 121-128 | RVL  | RusVelo                        |
| 131-138 | OFM  | OFM-Quinta da Lixa             |
| 141-148 | EFG  | Efapel-Glassdrive              |
| 151-158 | LAA  | LA Aluminios-Antarte           |
| 161-168 | LDD  | Louletano-Dunas Douradas       |
| 171-178 | BOA  | Rádio Popular                  |
| 181-188 | BBC  | Banco BIC-Carmim               |
| 191-198 | SKD  | SkyDive Dubai Pro Cycling Team |

## Dettagli delle tappe

### 1ª tappa
- 19 febbraio: Faro > Albufeira – 160 km

Risultati
| Pos. | Corridore           | Squadra   | Tempo    |
| ---- | ------------------- | --------- | -------- |
| 1    | Sacha Modolo        | Lampre    | 3h51'46" |
| 2    | Rui Costa           | Lampre    | s.t.     |
| 3    | Alessandro Petacchi | Omega Ph. | s.t.     |

| Pos. | Corridore    | Squadra    | Tempo    |
| ---- | ------------ | ---------- | -------- |
| 1    | Sacha Modolo | Lampre     | 3h51'36" |
| 2    | César Fonte  | Rádio Pop. | a 1"     |
| 3    | Rui Costa    | Lampre     | a 4"     |

### 2ª tappa
- 20 febbraio: Lagoa > Monchique – 196 km

Risultati
| Pos. | Corridore          | Squadra      | Tempo    |
| ---- | ------------------ | ------------ | -------- |
| 1    | Michał Kwiatkowski | Omega Ph.    | 4h57'57" |
| 2    | Rui Costa          | Lampre       | a 6"     |
| 3    | Alberto Contador   | Tinkoff-Saxo | s.t.     |

| Pos. | Corridore          | Squadra      | Tempo    |
| ---- | ------------------ | ------------ | -------- |
| 1    | Michał Kwiatkowski | Omega Ph.    | 8h49'33" |
| 2    | Rui Costa          | Lampre       | a 4"     |
| 3    | Alberto Contador   | Tinkoff-Saxo | a 12"    |

### 3ª tappa
- 21 febbraio: Vila do Bispo > Sagres – Cronometro individuale – 13,6 km

Risultati
| Pos. | Corridore          | Squadra   | Tempo  |
| ---- | ------------------ | --------- | ------ |
| 1    | Michał Kwiatkowski | Omega Ph. | 14'03" |
| 2    | Adriano Malori     | Movistar  | a 10"  |
| 3    | Tony Martin        | Omega Ph. | a 12"  |

| Pos. | Corridore          | Squadra      | Tempo    |
| ---- | ------------------ | ------------ | -------- |
| 1    | Michał Kwiatkowski | Omega Ph.    | 9h03'36" |
| 2    | Alberto Contador   | Tinkoff-Saxo | a 32"    |
| 3    | Rui Costa          | Lampre       | a 38"    |

### 4ª tappa
- 22 febbraio: Almodôvar > Alto Do Malhão – 164,5 km

Risultati
| Pos. | Corridore          | Squadra      | Tempo    |
| ---- | ------------------ | ------------ | -------- |
| 1    | Alberto Contador   | Tinkoff-Saxo | 4h02'08" |
| 2    | Rui Costa          | Lampre       | a 3"     |
| 3    | Michał Kwiatkowski | Omega Ph.    | a 10"    |

| Pos. | Corridore          | Squadra      | Tempo     |
| ---- | ------------------ | ------------ | --------- |
| 1    | Michał Kwiatkowski | Omega Ph.    | 13h05'50" |
| 2    | Alberto Contador   | Tinkoff-Saxo | a 16"     |
| 3    | Rui Costa          | Lampre       | a 29"     |

### 5ª tappa
- 23 febbraio: Tavira > Vilamoura – 155,8 km

Risultati
| Pos. | Corridore      | Squadra   | Tempo    |
| ---- | -------------- | --------- | -------- |
| 1    | Mark Cavendish | Omega Ph. | 3h24'10" |
| 2    | Arnaud Démare  | FDJ.fr    | s.t.     |
| 3    | Bryan Coquard  | Europcar  | s.t.     |

| Pos. | Corridore          | Squadra      | Tempo     |
| ---- | ------------------ | ------------ | --------- |
| 1    | Michał Kwiatkowski | Omega Ph.    | 16h29'57" |
| 2    | Alberto Contador   | Tinkoff-Saxo | a 19"     |
| 3    | Rui Costa          | Lampre       | a 32"     |

## Classifiche finali

### Classifica generale
| Pos. | Corridore          | Squadra      | Tempo     |
| ---- | ------------------ | ------------ | --------- |
| 1    | Michał Kwiatkowski | Omega Ph.    | 16h29'57" |
| 2    | Alberto Contador   | Tinkoff-Saxo | a 19"     |
| 3    | Rui Costa          | Lampre       | a 32"     |
| 4    | Alexandre Geniez   | FDJ.fr       | a 1'13"   |
| 5    | Wilco Kelderman    | Belkin       | a 1'32"   |
| 6    | Rubén Fernández    | Caja Rural   | a 1'33"   |
| 7    | Eduard Prades      | OFM-Quinta   | a 1'35"   |
| 8    | Chris Horner       | Lampre       | s.t.      |
| 9    | Simon Špilak       | Katusha      | a 1'41"   |
| 10   | Edgar Pinto        | LA Aluminios | a 1'42"   |

### Classifica a punti
| Pos. | Corridore          | Squadra      | Punti |
| ---- | ------------------ | ------------ | ----- |
| 1    | Rui Costa          | Lampre       | 60    |
| 2    | Michał Kwiatkowski | Omega Ph.    | 44    |
| 3    | Alberto Contador   | Tinkoff-Saxo | 41    |
| 4    | Sacha Modolo       | Lampre       | 35    |
| 5    | Arnaud Démare      | FDJ.fr       | 34    |

### Classifica scalatori
| Pos. | Corridore          | Squadra      | Punti |
| ---- | ------------------ | ------------ | ----- |
| 1    | Valter Pereira     | Banco BIC    | 10    |
| 2    | Michał Kwiatkowski | Omega Ph.    | 10    |
| 3    | Alberto Contador   | Tinkoff-Saxo | 9     |
| 4    | Laurens De Vreese  | Wanty        | 9     |
| 5    | Rui Costa          | Lampre       | 7     |

### Classifica sprint
| Pos. | Corridore        | Squadra      | Punti |
| ---- | ---------------- | ------------ | ----- |
| 1    | César Fonte      | Rádio Pop.   | 12    |
| 2    | Arnaud Démare    | FDJ.fr       | 6     |
| 3    | Diego Rubio      | Efapel       | 6     |
| 4    | Luis Afonso      | LA Aluminios | 6     |
| 5    | Florian Sénéchal | Cofidis      | 4     |

### Classifica a squadre
| Pos. | Squadra                | Tempo     |
| ---- | ---------------------- | --------- |
| 1    | Lampre-Merida          | 49h35'34" |
| 2    | Caja Rural-Seguros RGA | a 33"     |
| 3    | OFM-Quinta da Lixa     | a 1'10"   |
| 4    | Movistar Team          | a 1'14"   |
| 5    | Katusha Team           | a 1'26"   |